# Rowena Sanders
Rowena Sanders (30 giugno 1953) è un'ex tennista sudafricana.
È conosciuta anche come Rowena Whitehouse.

## Carriera
Nei tornei del Grande Slam ha ottenuto il suo miglior risultato raggiungendo i quarti di finale di doppio misto a Wimbledon nel 1975, in coppia con il connazionale John Yuill.